# Yumiko Tsuzuki
Yumiko Tsuzuki (都築 有美子, Tsuzuki Yumiko) est une ancienne joueuse de volley-ball japonaise née le 11 mai 1983 à Okazaki (Préfecture d'Aichi). Elle mesure 1,75 m et jouait au poste de réceptionneuse-attaquante. Elle a mis un terme à sa carrière de volleyeuse professionnelle en juin 2014.

## Clubs
| Club                       | De        | À         |
| -------------------------- | --------- | --------- |
| Université Chūkyō          |           | 2005-2006 |
| Toyota Auto Body Queenseis | 2006-2007 | 2011-2012 |
| Club Ehime                 | 2012-2013 | 2012-2013 |
| NEC Red Rockets            | 2013-2014 | 2013-2014 |

## Palmarès
- Coupe de l'impératrice
  - Vainqueur : 2008.
  - Finaliste : 2011.